# المتحف الوطني للتاريخ الطبيعي (نيودلهي)
المتحف الوطني للتاريخ الطبيع في نيودلهي هو متحف يركز على التاريخ الطبيعي، ويقع في نيودلهي في الهند تأسس في عام 1972، وافتتح في عام 1978، والمتحف تحت إشراف وزارة البيئة والغابات في حكومة الهند.

## التاريخ
تم إنشاء المتحف في عام 1972 كجزء من الاحتفال بالعام ال25 لاستقلال الهند. وقالت أنديرا غاندي، و رئيس وزراء الهند، أن الهند تحتاج متحفا لتعزيز الوعي البيئي. وبعد عدة سنوات من التطوير لبناء المعارض، فتح المتحف في عام 1978، في اليوم العالمي للبيئة (5 يونيو)
بعد تقرير حكومي سلبي في عام 2012 بشأن حالة المبنى السيئة وقلة الصيانة، وضعت خطط لنقل المتحف إلى ₹ 250 مليار روبية ( ₹ 2,5 مليون دولار) بناءا على شهادة الأخضر في بايرون المرج.

## إحتراق المتحف وإغلاقه
في الصباح الباكر من يوم 26 أبريل 2016 اندلع حريق في المتحف وتدمر المتحف بشكل كامل وعدة مجموعات من المعروضات: كالحفرية البالغة من العمر 160 مليون سنة من أقزام، والحيوانات المحنطة التي تشتهر بالمحنطون القوائم على Mysuru وفان INGEN ، حيث كانت جزءا من مجموعة المتحف. إن الحريق الذي بدأ حوالي 01:30 في الطابق السادس في مبنى اتحاد الغرف الهندية للتجارة والصناعة (FICCI) ، وهو البناء الذي يضم المتحف، وصل في نهاية المطاف دمر الطابق الثاني، ودمرت جميع المعروضات في المتحف قبل أن يسيطر رجال الإطفاء على الحريق. وتشير التقارير إلى أن التأثير المدمر للحريق كان بسبب نظام رش المبنى الذي يجري من الخارج فقط. وتم استدعاء حوالي 200 من رجال الإطفاء و 35 سيارة إطفاء واستغرقوا أكثر من ثلاثة ساعات ونصف لاخماد الحريق. وحوصر ستة أشخاص في المبنى بين النيران، ولكنهم نجوا من الحريق، وأرسلوا في وقت لاحق إلى المستشفى لعلاج ما يعانون من استنشاق الدخان.
سبب الحريق لا يزال غير معروف، على الرغم من بعض الفرضيات.

## روابط خارجية
- الموقع الرسمي للمتحف الوطني للتاريخ الطبيعي في الهند